# 刘世楷
刘世楷（1897年—1966年），号仲则，男，四川万县人，中国气象学家、天文学家，曾任北京师范大学教授。